# Marco Petry
Marco Petry (* 1975 in Würselen) ist ein deutscher Filmregisseur und Drehbuchautor.

## Leben
Von 1996 bis 2003 studierte er in der Abt. III Film- & Fernsehspiel an der Hochschule für Fernsehen und Film München.
Für sein Kino-Debüt Schule (2000) erhielt er den Eastman Förderpreis für Nachwuchstalente bei den Hofer Filmtagen 2000.
Petry ist Mitglied im Bundesverband Regie (BVR).
Ab dem 12. Juli 2024 ist sein Film Spieleabend auf Netflix zu sehen.

## Filmografie
- 1998: Poppen (Kurzfilm, Regie & Drehbuch)
- 2000: Schule (Regie & Drehbuch)
- 2003: Die Klasse von ’99 – Schule war gestern, Leben ist jetzt (Regie, Drehbuch & Produktion)
- 2006: TKKG – Das Geheimnis um die rätselhafte Mind-Machine (Drehbuch)
- 2007: ProSieben Funny Movie – Eine wie keiner (Regie)
- 2008: Machen wir’s auf Finnisch (Regie)
- 2009: KRIMI.DE – Netzangriff (Regie & Drehbuch)
- 2012:  Heiter bis wolkig (Regie & Drehbuchmitarbeit)
- 2014: Doktorspiele (Regie & Drehbuch)
- 2018: Meine teuflisch gute Freundin (Regie & Drehbuch)
- 2018: Tabaluga – Der Film (Drehbuch)
- 2019: Mein Freund, das Ekel (Regie & Drehbuch)
- 2021: Mona & Marie – Eine etwas andere Weihnachtsgeschichte (Regie)
- 2024: Spieleabend (Regie)